# International Aero Engines
IAE International Aero Engines AG è una società mista, registrata a Zurigo nel 1983, che si occupa dalla produzione di motori aeronautici per l'aviazione civile.
Il suo unico motore prodotto è il V2500 che equipaggia il McDonnell Douglas MD-90 e la famiglia Airbus A320 (esclusi l'A318 e la nuova famiglia neo), il cui principale e diretto concorrente è il CFM International CFM56.
Il motore è stato anche selezionato per equipaggiare l'Embraer KC-390.

## Joint venture
dal 1983
- Pratt & Whitney (32,5%)
- Rolls-Royce plc (32,5%)
- Japanese Aero Engine Corporation (23%)
  -  Kawasaki Heavy Industries
  -  Ishikawajima-Harima Heavy Industries
  -  Mitsubishi Heavy Industries
- MTU Aero Engines (12%)

dal 2011
- Pratt & Whitney (25%)
- Pratt & Whitney Aero Engines International (24,5%)
- Japanese Aero Engine Corporation (25,25%)
  -  Kawasaki Heavy Industries
  -  Ishikawajima-Harima Heavy Industries
  -  Mitsubishi Heavy Industries
- MTU Aero Engines (25,25%)

## V2500
Il nome "V2500" richiama con la "V" il fatto che all'inizio il consorzio era composto da 5 azionisti (la Avio uscì all'inizio del programma); e "2500" sta ad indicare le 25.000 lbf (111 kN) di spinta del primo motore realizzato nel 1989.
| Tipo     | Spinta (kN) | Bypass ratio | Compression ratio | Diametro ventola (m) | Lunghezza totale (m) | Peso (kg) | Anno inizio produzione | Aeromobile |
| -------- | ----------- | ------------ | ----------------- | -------------------- | -------------------- | --------- | ---------------------- | ---------- |
| V2500-A1 | 111         | 5,4 : 1      | 35,8 : 1          | 1,587                | 3,2                  | 2.327     | 1989                   | A320       |
| V2522-A5 | 97,86       | 4,9 : 1      | 32,8 : 1          | 1,613                | 3,2                  | 2.359     | 1992                   | A319       |
| V2524-A5 | 106,75      | 4,9 : 1      | 32,8 : 1          | 1,613                | 3,2                  | 2.359     | 1996                   | A319       |
| V2525-D5 | 111         | 4,8 : 1      | 34,5 : 1          | 1,613                | 3,2                  | 2.484     | 1995                   | MD90       |
| V2527-A5 | 117,88      | 4,8 : 1      | 32,8 : 1          | 1,613                | 3,2                  | 2.359     | 1993                   | A320       |
| V2528-D5 | 124         | 4,7 : 1      | 35,2 : 1          | 1,613                | 3,2                  | 2.484     | 1995                   | MD90       |
| V2530-A5 | 139,67      | 4,6 : 1      | 35,2 : 1          | 1,613                | 3,2                  | 2.359     | 1994                   | A321       |
| V2531-E5 | 139,36      | 4,6 : 1      | 36,2 : 1          | 1,613                | 3,2                  | 2.404     | 2015                   | KC-390     |
| V2533-A5 | 146,80      | 4,5 : 1      | 35,2 : 1          | 1,613                | 3,2                  | 2.359     | 1996                   | A321       |